# سليمان بن موسى الأشدق
سليمان بن موسى أو سليمان بن موسى الأشدق، أو أبو أيّوب الأشدق، هو سليمان بن موسى أبو الربيع، ويقال: أبو أيّوب الأشدق الدمشقي، من فقهاء التابعين بالشام، وفقيه الشام ومفتيها بعد مكحول الشامي، ومولى آل أبي سفيان ابن حرب. أخذ أبو أيوب سليمان بن موسى أبو الربيع الأشدق عن مكحول وعطاء ونافع والزهري وطاوس وغيرهم، وأخذ عنه: ابن جريج والأوزاعي وسعيد بن عبد العزيز وابن لهيعة وعبد الرحمن بن يزيد بن جابر وغيرهم. يعد من فقهاء الشام، ذكره أبو إسحاق الشيرازي في طبقات الفقهاء. قال ابن لهيعة: ما لقيت مثله. وقال النسائي: هو أحد الفقهاء وليس بالقويّ فِي الحديث. وقال البخاري: عنده مناكير. وقال أبو حاتم الرازي: لا أعلم أحداً من أصحاب مكحول أفقه منه ولا أثبت. توفي بالشام سنة 119 هـ. قال الصفدي: توفيّ سنة تسع عشرة ومائة، وقيل: سنة خمس عشرة.

## روايته والرواة عنه
روى سليمان بن موسى عن جابر بن عبد الله وأبي أمامة ومالك بن يخامر وأبي سيارة المتعي وواثلة بن الأسقع ومكحول الشامي وعطاء بن أبي رباح ونافع وابن شهاب الزهري وعن طاوس بن كيسان وابن جبير وكريب والقاسم بن محمد وعمرو بن شعيب ونصير مولى معاوية وغيرهم.
روى عنه ابن جريج وثور بن يزيد ورجاء بن أبي سلمة وزيد بن واقد وعبد الرحمن بن الحارث المخزومي ومحمد بن راشد المكحول والأوزاعي وسعيد بن عبد العزيز وأبو معيد حفص بن غيلان وابن لهيعة وعبد الرحمن بن يزيد بن جابر ومسرة بن معبد ومعاوية بن يحيى الصدفي وهمام بن يحيى والزبيدي وخلق كثير. وروى لَهُ الأربعة.
عن عثمان بن سعيد الدارمي قال قلت ليحيى بن معين فما حال سليمان بن موسى في الزهري فقال ثقة. وقال أبو عبد الرحمن النسائي: سليمان بن موسى الدمشقي أحد الفقهاء وليس بالقوي في الحديث. وقال أبو عبد الرحمن: في الطبقة السادسة من أصحاب نافع سليمان بن موسى. وقال أبو عبد الرحمن: ومن فقهاء أهل الشام معاذ بن جبل وعويمر أبو الدرداء وبعد هؤلاء مكحول وبعده سليمان بن موسى.
ذكر أبو عبد الله محمد بن إبراهيم الكتاني الأصبهاني أنه سأل أبا حاتم الرازي عن سليمان بن موسى فقال: ابن الأشدق يكتب حديثه وفي حديثه بعض الاضطراب.

## مما ينقل عنه
عن سعيد بن عبد العزيز عن سليمان بن موسى قال: الذي يأخذ كلما سمع ذاك حاطب ليل. وعنه قال: قال سليمان: لا يؤخذ العلم من صحفي.

## مكانته وأقوال العلماء فيه
قال أبو مسهر كان أعلى أصحاب مكحول سليمان بن موسى ومعه يزيد بن يزيد بن جابر
قال أبو مسهر قال لي سعيد بن عبد العزيز ما رأيت أحسن مسألة منك بعد سليمان بن موسى قال سعيد قال سليمان بن موسى حسن المسألة نصف العلم. قال ابن عيينة لا نعلم مكحولا خلف بالشام مثل يزيد بن يزيد إلا ما ذكره ابن جريج من سليمان بن موسى. وقال شعيب عن الزهري إن مكحولا يأتينا وسليمان بن موسى وايم الله أحفظ الرجلين. قال زيد بن واقد عاش سليمان بن موسى بعد مكحول سنتين فكنا نجلس إليه بعد مكحول فكان يأخذ كل يوم في باب من العلم فلا يقطعه حتى يفرغ منه ثم يأخذ في باب غيره فقلت له يوما يا أبا الربيع جزاك الله عنا خيرا فإنك تحدثنا بما نريد وما لا نعقله فلو بقي لنا لكفانا الناس. قال سعيد بن عبد العزيز كان سليمان بن موسى أعلم أهل الشام بعد مكحول ولو قيل لي من أفضل الناس لأخذت بيد سليمان. قال أبو زرعة: وكنت أرى أبا مسهر يقدم كل التقديم من أصحاب مكحول ثلاثة سليمان بن موسى ويزيد بن يزيد بن جابر والعلاء بن الحارث. وسئل عبد الرحمن بن إبراهيم أي أصحاب مكحول أعلى؟ قال سليمان بن موسى، ويزيد بن يزيد بن جابر والعلاء بن الحارث. وكان دحيم قاضي دمشق يقول: أوثق أصحاب مكحول سليمان بن موسى. وقال محمد بن أبي حاتم: سمعت أبي يقول: سليمان بن موسى الأشدق محله الصدق وفي حديثه بعض الاضطراب ولا أعلم أحدا من أصحاب مكحول أفقه منه ولا أثبت منه، قال وسمعت أبي يقول أختار من أهل الشام بعد الزهري ومكحول الفقيه: سليمان بن موسى. وقال يعقوب بن سفيان: سألت هشام بن عمار قلت له أي أصحاب مكحول أرفع؟ قال: سليمان بن موسى، قلت: فمن يليه؟ قال: العلاء بن الحارث، قلت له: فسعيد بن عبد العزيز؟ قال: نعم هؤلاء الثلاثة أعلى أصحاب مكحول. وقال سفيان ذكر ابن جريج سليمان بن موسى فقال: ما رأيت مثله قال وقد كان عطاء يسمع منه. وعن سفيان عن ابن جريج قال: لم نر من جاءنا من الشام يسأل عن مثل مسألته يعني سليمان بن موسى.
عن مروان بن محمد قال: سمعت ابن لهيعة وذكر سليمان بن موسى فقال ابن لهيعة: ما لقيت مثل سليمان بن موسى، قال مروان: فقلت له يا أبا عبد الرحمن ولا الأعرج ولا أبو يونس وقد سمعا من أبي هريرة؟ قال: فقال: ولا الأعرج ولا أبو يونس ما رأيت مثل سليمان بن موسى. وعن عطاء بن أبي رباح قال سيد شباب أهل الحجاز ابن جريج وسيد شباب أهل الشام سليمان بن موسى وسيد شباب أهل العراق حجاج بن أرطأة. وكان عطاء بن أبي رباح إذا جاءه سليمان بن موسى يقول لأصحابه: كفوا عني المسألة فقد جاءكم من يكفيكم المسألة.

## وفاته
توفي سليمان بن موسى الأشدق بالشام سنة 119 هـ. قال الصفدي: توفيّ سنة تسع عشرة ومائة، وقيل: سنة خمس عشرة.
قال دحيم قاضي دمشق: مات سنة خمس عشرة ومائة، وقال أبو عبيد وابن سعد وخليفة وجماعة مات سنة تسع عشرة ومائة وله شيء في مقدمة مسلم.